# EVD
EVD (Enhanced Versatile Disc) – format dysku optycznego wydany 18 listopada 2003 roku przez chińską agencję informacyjną Xinhua w odpowiedzi na popularny standard Video DVD i wysokie koszty jego licencjonowania. Zaprojektowany z myślą o wykorzystaniu istniejących nośników oraz odtwarzania wysokiej jakości danych video HDTV.
Jako medium składowe używa się płyty wielkości CD (120 mm), która fizycznie jest dyskiem DVD z tą samą strukturą systemu plików UDF. Chiny zaczęły prace nad EVD w roku 1999, ponieważ koszty licencjonowania DVD-Video (CSS, Macrovision, itd.) oraz MPEG-2 (video i system) były relatywnie wysokie – rzekomo w zakresie od $13 do $20 USD za jeden sprzętowy odtwarzacz video.
W EVD prawdopodobnie zostały użyte kodeki VP5 i VP6 firmy On2 Technologies. Są one bardziej efektywne od MPEG-2 Video i powinny umożliwić zapisanie obrazu w rozdzielczościach HDTV standard, jakim jest DVD, nie może tego zaoferować, używając kodeka MPEG-2.
Tantiemy dla On2 za opracowanie kodeka VP6, integralnej części standardu EVD, zostały przewidziane na $2 USD za sprzętowy odtwarzacz video (umiarkowanie niższa opłata w porównaniu z MPEG-2 Video). 
Jednakże, szybko narastał spór pomiędzy On2 i Beijing E-World (konsorcjum firm rozwijających format EVD). On2 w kwietniu 2004 roku ogłosił, że nie została mu wypłacona odpowiednia kwota i zakłada postępowanie arbitrażowe przeciw E-World o wielokrotne złamanie umowy.
Około roku później sędzia polubowny odrzucił roszczenia On2, twierdząc, że nie jest nic dłużny tejże firmie ze względu na niską wartość wyprodukowanych przez firmy zrzeszone w E-World odtwarzaczy.
Kiedy format EVD z kodekiem VP6 został zaproponowany przez rząd Chin jako standard, prace zdawały się opóźniać, a postęp był niewidoczny. Kodek audio pochodzi od firmy Coding Technologies i został nazwany EAC (Enhanced Audio Codec) 2.0. Jest on następcą zaprojektowanego wcześniej kodeka znanego jako EAC i będącego podstawą widmowego replikatora fal (spectral band replication). EAC 2.0 obsługuje tryby mono, stereo oraz 5.1 kanałowy dźwięk przestrzenny.
Prace rozwojowe zostały wsparte przez rząd Chin i były prowadzone przez Beijing E-World Technology (wielokorporacyjny program partnerski takich firm jak: SVA, Shinco, Xiaxin, Yuxing, Skyworth, Nintaus, Malata, Changhong oraz BBK), które zaoferowały chęć pomocy w rozwiązaniu problemów w projektowaniu, planowaniu układów oraz produkcji. W wyniku prac zgłoszono 25 patentów, z których siedem zostało uznanych.
Prototypy dysków EVD zostały zaprezentowane w kwietniu roku 2004. Ponieważ dyskiem jest fizycznie płyta DVD, może on zostać odczytany w jakimkolwiek napędzie DVD. Sukcesem zakończyła się próba skopiowania dysku DVD-R. Liczba filmów oferowanych na tym typie płyt (EVD) jest jednak bardzo ograniczona.
Po zerwaniu kontraktu z On2 wiosną 2004, niewiele wiadomo o nowościach związanych z EVD. Treść postępowania arbitrażowego przeciw On2 rok później sprawia, że EVD nie jest dobrym materiałem do rozwijania, nad którym mógłby skupić się przemysł.
Istnieje kilka innych formatów próbujących powtórzyć sukces DVD. HD-DVD oraz Blu-ray Disc są tworzone przez dwa olbrzymie międzynarodowe konsorcja. Trzeci standard, FVD, będzie dostępny tylko na Tajwanie.

## Tytuły wydane na EVD
- Hero
- Dom latających sztyletów
- Niedokończone życie
- Ręka Boga
- Czekając na wyrok
- Czekolada
- Uwikłany
- Powiedz tak
- Wbrew regułom
- Demony wojny według Goi
- Dzień świra
- Człowiek z księżyca
- Nic śmiesznego
- Smakosz